# Fame at Last
Fame at Last è un cortometraggio muto del 1916 diretto da Wallace Beery. Decimo e ultimo episodio della serie Timothy Dobbs, That's Me.

## Produzione
Il film fu prodotto dalla Nestor Film Company.

## Distribuzione
Distribuito dall'Universal Film Manufacturing Company, il film - un cortometraggio in due bobine - uscì nelle sale cinematografiche USA il 22 ottobre 1916.